# Parco nazionale di Oued Zen
Il parco nazionale di Oued Zen è un parco nazionale tunisino situato nel governatorato di Jendouba, circa 200 chilometri ad ovest di Tunisi e una cinquantina di chilometri ad ovest di Jendouba.
Situato in Crumiria, la regione più umida della Tunisia, si estende su una superficie totale di 6700 ettari, costituiti principalmente da foreste di querce dell'Algeria.